# Microsoft Power Automate
Microsoft Power Automate, anciennement connu sous le nom de Microsoft Flow jusqu'en novembre 2019, est une plateforme SaaS de Microsoft permettant d'optimiser et d'automatiser les flux de travaux et les processus métier. Il fait partie de la gamme de produits Microsoft Power Platform, qui comprend Power Apps et Power BI.

## Histoire
Le 1er novembre 2016, Microsoft Flow est disponible au grand public. Similaires aux services comme IFTTT et Zapier, les utilisateurs peuvent se connecter entre des applications et des services cloud avec des flux de travail automatisés appelés flux.
Le 4 novembre 2019, Microsoft annonce le changement dénomination en Microsoft Power Automate et son inclusion dans Microsoft Power Platform avec un passage des seuls flux de travail à l'inclusion également des processus métier. Dans le même temps, un certain nombre de nouvelles fonctionnalités sont annoncées, notamment la capacité d'automatisation robotisée des processus.
En 2020, Microsoft acquiert Softomotive, les fondateurs de ProcessRobot et WinAutomation, puis en 2022 Minit pour élargir les fonctionnalités.

### Lectures complémentaires
- Aaron Guilmette, Workflow Automation with Microsoft Power Automate: Achieve digital transformation through business automation with minimal coding, Packt Publishing, 2020 (ISBN 978-1839213793)
- Jeffrey Rhodes, Creating Business Applications with Microsoft 365: Techniques in Power Apps, Power BI, SharePoint, and Power Automate, Apress, 2022 (ISBN 978-1484288221)